# Torneo Apertura 2019 (Liga MX Femenil)
El Torneo Apertura 2019 fue la V edición del campeonato de liga de la Primera División Femenil de México.
La Primera División Femenil de México, conocida también como Liga MX Femenil, es la principal liga de fútbol profesional femenil en México la cual está regulada por la Federación Mexicana de Fútbol.

## Cambios
Se determinó cambiar el formato de competencia para la Temporada 2019-2020. Se jugará con 19 clubes, desaparecerán los grupos y la clasificación será por Tabla General. En la fase final calificarán los ocho primeros clubes y cuartos de final, semifinales, así como la final se jugarán a visita recíproca.
También, se decidió mantener la Regla de Menores en la que los Clubes deberán sumar mínimo 1,000 minutos con jugadoras nacidas en 2001 o en años posteriores. La fecha mínima para registrar a una futbolista será 1 de enero del 2004.
El rango de edad que se manejaba como Sub-24 cambiará a Sub-25 con la finalidad de dar seguimiento al proceso de formación de las jugadoras. Los Clubes podrán registrar sin número de restricción a futbolistas de dicha categoría.
Se permitirán registrar y alinear únicamente a 6 mayores y a 6 México-estadounidenses.
Atlético de San Luis se incorporó a la competición, pues el club ascendió a la Liga MX.
Por otro lado, FC Juárez adquirió la franquicia de Lobos BUAP con lo que contrajo todos los compromisos suscritos por el cuadro universitario, entre ellos el de contar con un equipo femenil.

## Información de los equipos

### Equipos por Entidad Federativa
Para el V torneo de la liga, la entidad federativa de los Estados Unidos Mexicanos con más equipos en la Primera División Femenil fue la Ciudad de México con tres equipos.
| Santos Laguna Pachuca Juárez Monterrey Tigres Morelia Atlas Guadalajara Tijuana Toluca América Cruz Azul UNAM León Veracruz Querétaro Necaxa Atlético de San Luis Puebla |

| Entidad Federativa | N.º | Equipos                    |
| ------------------ | --- | -------------------------- |
| Ciudad de México   | 3   | América, Cruz Azul y Pumas |
| Jalisco            | 2   | Atlas y Guadalajara        |
| Nuevo León         | 2   | Monterrey y Tigres         |
| Aguascalientes     | 1   | Necaxa                     |
| Baja California    | 1   | Tijuana                    |
| Chihuahua          | 1   | Juárez                     |
| Coahuila           | 1   | Santos                     |
| Estado de México   | 1   | Toluca                     |
| Guanajuato         | 1   | León                       |
| Hidalgo            | 1   | Pachuca                    |
| Michoacán          | 1   | Morelia                    |
| Puebla             | 1   | Puebla                     |
| Querétaro          | 1   | Querétaro                  |
| San Luis Potosí    | 1   | Atlético de San Luis       |
| Veracruz           | 1   | Veracruz                   |

### Información de los equipos participantes
| Equipo               | Entrenador          | Ciudad                           | Estadio                | Capacidad | Patrocinador       | Kit          |
| -------------------- | ------------------- | -------------------------------- | ---------------------- | --------- | ------------------ | ------------ |
| América              | Leonardo Cuellar    | Ciudad de México                 | Azteca                 | 87 000    | AT&T               | Nike         |
| Atlas                | Fernando Samayoa    | Guadalajara, Jalisco             | Jalisco                | 56 713    | MoPlay             | Adidas       |
| Atlético de San Luis | Martín Casas        | San Luis Potosí, San Luis Potosí | Alfonso Lastras        | 30 000    | Canel's            | Pirma        |
| Cruz Azul            | Rogelio Martínez    | Ciudad de México                 | 10 de diciembre        | 17 000    | Cemento Cruz Azul  | Joma         |
| Guadalajara          | Ramón Villa         | Guadalajara, Jalisco             | Akron                  | 49 850    | Caliente           | Puma         |
| Juárez               | David Aponte        | Ciudad Juárez, Chihuahua         | Olímpico Benito Juárez | 19 703    | S-Mart             | Carrara      |
| León                 | Everaldo Begines    | León, Guanajuato                 | León                   | 31 297    | Cementos Fortaleza | Pirma        |
| Monterrey            | Hector Becerra      | Monterrey, Nuevo León            | BBVA                   | 53 500    | BBVA México        | Puma         |
| Morelia              | Filadelfo Rangel    | Morelia, Michoacán               | Morelos                | 38 869    | Caliente           | Pirma        |
| Necaxa               | Fabiola Vargas      | Aguascalientes, Aguascalientes   | Victoria               | 25 994    | Rolcar             | Charly       |
| Pachuca              | Eva Espejo          | Pachuca, Hidalgo                 | Hidalgo                | 30 000    | Cementos Fortaleza | Charly       |
| Puebla               | Jorge Gómez         | Puebla, Puebla                   | Cuauhtémoc             | 51 726    | AT&T               | Umbro        |
| Querétaro            | Félix Martínez      | Querétaro, Querétaro             | Corregidora            | 35 575    | Banco Multiva      | Puma         |
| Santos               | Jorge Macías        | Torreón, Coahuila                | Corona                 | 30 000    | Soriana            | Charly       |
| Tigres               | Roberto Medina      | Monterrey, Nuevo León            | Universitario          | 41 615    | Cemex              | Adidas       |
| Tijuana              | Carla Rossi         | Tijuana, Baja California         | Caliente               | 27 333    | Caliente           | Charly       |
| Toluca               | Juan Carlos Mendoza | Toluca, Estado de México         | Nemesio Díez           | 30 000    | Banamex            | Under Armour |
| UNAM                 | Ileana Dávila       | Ciudad de México                 | La Cantera             | 2 000     | DHL                | Nike         |
| Veracruz             | Rodolfo Vega        | Veracruz, Veracruz               | Luis "Pirata" Fuente   | 30 000    | Winpot Casino      | Charly       |

#### Sedes alternas
| Equipo      | Ciudad                | Estadio                              | Capacidad |
| ----------- | --------------------- | ------------------------------------ | --------- |
| América     | Ciudad de México      | Cancha Centenario No. 5 Club América | 2 000     |
| Atlas       | Guadalajara, Jalisco  | Alfredo "Pistache" Torres            | 3 000     |
| Guadalajara | Guadalajara, Jalisco  | Verde Valle - Cancha 2               | 2 000     |
| Monterrey   | Monterrey, Nuevo León | El Barrial                           | 1 000     |

### Cambios de entrenadores
| Equipo | Entrenador (jornadas)                     |
| ------ | ----------------------------------------- |
| Juárez | Aarón Balderas (1 - 8) David Aponte (9 -) |

## Torneo Regular
- El Calendario completo según la página oficial de la competición.
- Los horarios son correspondientes al Tiempo del Centro de México (UTC-6 y UTC-5 en horario de verano).

| Necaxa               | 1 - 3    | Cruz Azul   | Victoria             | 12 de julio | 16:00   | 453     | 6       | 0       |
| UNAM                 | 2 - 0    | Tijuana     | La Cantera           | 13 de julio | 12:00   | 548     | 2       | 0       |
| Puebla               | 0 - 3    | Toluca      | Cuauhtémoc           | 14 de julio | 12:00   | 533     | 0       | 0       |
| Morelia              | 0 - 1    | Monterrey   | Morelos              | 15 de julio | 16:00   | 1,875   | 0       | 0       |
| Veracruz             | 2 - 2    | Querétaro   | Luis "Pirata" Fuente | 15 de julio | 17:00   | 298     | 1       | 0       |
| León                 | 1 - 1    | Juárez      | León                 | 15 de julio | 19:00   | 1,130   | 3       | 0       |
| Tigres               | 2 - 1    | Guadalajara | Universitario        | 15 de julio | 20:00   | 14,935  | 1       | 0       |
| Atlético de San Luis | 1 - 6    | Atlas       | Alfonso Lastras      | 15 de julio | 20:00   | 11,200  | 0       | 0       |
| Santos               | 1 - 4    | Pachuca     | Corona               | 15 de julio | 21:00   | 1,191   | 2       | 0       |
| Descanso             | Descanso | Descanso    | América              | América     | América | América | América | América |

| Cruz Azul   | 3 - 2    | UNAM                 | 10 de diciembre           | 19 de julio | 16:00  | 890    | 3      | 0      |
| Querétaro   | 2 - 1    | León                 | CEGAR - Cancha 1          | 19 de julio | 16:00  | 240    | 3      | 0      |
| Juárez      | 0 - 3    | Santos               | Olímpico Benito Juárez    | 19 de julio | 20:00  | 4,419  | 4      | 0      |
| Atlas       | 1 - 2    | Monterrey            | Alfredo "Pistache" Torres | 20 de julio | 11:00  | 386    | 5      | 0      |
| Toluca      | 4 - 2    | Morelia              | Nemesio Díez              | 22 de julio | 17:00  | 826    | 3      | 0      |
| Guadalajara | 2 - 1    | Atlético de San Luis | Akron                     | 22 de julio | 19:00  | 2,087  | 2      | 0      |
| Pachuca     | 1 - 0    | Necaxa               | Hidalgo                   | 22 de julio | 19:00  | 5,800  | 0      | 0      |
| América     | 0 - 1    | Puebla               | Azteca                    | 22 de julio | 19:00  | 1,633  | 1      | 0      |
| Tijuana     | 1 - 1    | Veracruz             | Caliente                  | 22 de julio | 21:00  | 1,333  | 2      | 0      |
| Descanso    | Descanso | Descanso             | Tigres                    | Tigres      | Tigres | Tigres | Tigres | Tigres |

| Necaxa               | 0 - 3    | Guadalajara | Victoria             | 26 de julio | 16:00   | 1,432   | 2       | 0       |
| UNAM                 | 1 - 2    | Querétaro   | La Cantera           | 27 de julio | 12:00   | 480     | 1       | 0       |
| Puebla               | 0 - 2    | Pachuca     | Cuauhtémoc           | 28 de julio | 11:30   | 659     | 1       | 0       |
| Monterrey            | 4 - 0    | Toluca      | El Barrial           | 29 de julio | 10:00   | 350     | 2       | 0       |
| Morelia              | 2 - 1    | Juárez      | Morelos              | 29 de julio | 16:00   | 1,225   | 3       | 0       |
| Veracruz             | 2 - 0    | Atlas       | Luis "Pirata" Fuente | 29 de julio | 17:00   | 246     | 4       | 0       |
| León                 | 0 - 2    | Cruz Azul   | León                 | 29 de julio | 19:00   | 1,476   | 4       | 0       |
| Atlético de San Luis | 0 - 0    | América     | Alfonso Lastras      | 29 de julio | 20:00   | 17,113  | 6       | 0       |
| Santos               | 2 - 2    | Tigres      | Corona               | 29 de julio | 21:00   | 2,088   | 4       | 1       |
| Descanso             | Descanso | Descanso    | Tijuana              | Tijuana     | Tijuana | Tijuana | Tijuana | Tijuana |

| Querétaro   | 1 - 0    | Santos               | Corregidora            | 2 de agosto | 16:00  | 620    | 2      | 0      |
| Cruz Azul   | 2 - 1    | Morelia              | 10 de diciembre        | 2 de agosto | 16:00  | 951    | 0      | 0      |
| Juárez      | 0 - 0    | Atlético de San Luis | Olímpico Benito Juárez | 2 de agosto | 20:00  | 3,652  | 3      | 0      |
| Guadalajara | 1 - 0    | Puebla               | Verde Valle - Cancha 2 | 4 de agosto | 12:00  | 853    | 2      | 0      |
| Toluca      | 1 - 1    | León                 | Nemesio Díez           | 5 de agosto | 16:00  | 713    | 2      | 0      |
| América     | 3 - 1    | Veracruz             | Azteca                 | 5 de agosto | 18:00  | 1,197  | 2      | 0      |
| Pachuca     | 4 - 2    | Monterrey            | Hidalgo                | 5 de agosto | 19:00  | 6,532  | 1      | 0      |
| Tigres      | 0 - 0    | UNAM                 | Universitario          | 5 de agosto | 20:00  | 14,415 | 3      | 0      |
| Tijuana     | 1 - 1    | Atlas                | Caliente               | 5 de agosto | 21:00  | 1,333  | 4      | 0      |
| Descanso    | Descanso | Descanso             | Necaxa                 | Necaxa      | Necaxa | Necaxa | Necaxa | Necaxa |

| Cruz Azul            | 0 - 1    | Toluca      | 10 de diciembre           | 9 de agosto  | 16:00  | 1,131  | 4      | 0      |
| Atlas                | 1 - 1    | América     | Alfredo "Pistache" Torres | 10 de agosto | 11:00  | 1,100  | 5      | 2      |
| Puebla               | 3 - 1    | Juárez      | Cuauhtémoc                | 11 de agosto | 12:00  | 300    | 1      | 0      |
| Morelia              | 3 - 3    | Tigres      | Morelos                   | 12 de agosto | 16:00  | 2,025  | 1      | 0      |
| UNAM                 | 1 - 2    | Pachuca     | La Cantera                | 12 de agosto | 16:00  | 523    | 5      | 0      |
| León                 | 2 - 1    | Guadalajara | León                      | 12 de agosto | 19:00  | 2,831  | 4      | 0      |
| Atlético de San Luis | 2 - 1    | Veracruz    | Alfonso Lastras           | 12 de agosto | 20:00  | 7,840  | 2      | 1      |
| Monterrey            | 6 - 1    | Querétaro   | BBVA                      | 12 de agosto | 21:00  | 2,717  | 2      | 0      |
| Tijuana              | 2 - 0    | Necaxa      | Caliente                  | 12 de agosto | 21:00  | 1,033  | 4      | 0      |
| Descanso             | Descanso | Descanso    | Santos                    | Santos       | Santos | Santos | Santos | Santos |

| Necaxa               | 0 - 0    | UNAM      | Victoria               | 16 de agosto | 16:00     | 547       | 3         | 0         |
| Juárez               | 0 - 6    | Atlas     | Olímpico Benito Juárez | 16 de agosto | 20:00     | 1,595     | 3         | 0         |
| Veracruz             | 1 - 0    | León      | Luis "Pirata" Fuente   | 17 de agosto | 17:00     | 297       | 2         | 0         |
| América              | 3 - 1    | Morelia   | Azteca                 | 19 de agosto | 18:00     | 1,070     | 3         | 0         |
| Guadalajara          | 0 - 1    | Tijuana   | Akron                  | 19 de agosto | 19:00     | 1,484     | 0         | 0         |
| Pachuca              | 1 - 2    | Toluca    | Hidalgo                | 19 de agosto | 19:00     | 6,521     | 0         | 0         |
| Tigres               | 4 - 0    | Puebla    | Universitario          | 19 de agosto | 20:00     | 12,846    | 3         | 0         |
| Atlético de San Luis | 2 - 1    | Cruz Azul | Alfonso Lastras        | 19 de agosto | 20:00     | 10,390    | 3         | 1         |
| Santos               | 1 - 2    | Monterrey | Corona                 | 19 de agosto | 21:00     | 1,254     | 4         | 0         |
| Descanso             | Descanso | Descanso  | Querétaro              | Querétaro    | Querétaro | Querétaro | Querétaro | Querétaro |

| Atlas     | 2 - 0    | Necaxa               | Alfredo "Pistache" Torres      | 21 de agosto | 11:00       | 365         | 0           | 0           |
| UNAM      | 0 - 0    | Veracruz             | La Cantera                     | 21 de agosto | 16:00       | 362         | 4           | 0           |
| Cruz Azul | 0 - 2    | Tigres               | 10 de diciembre                | 22 de agosto | 16:00       | 1,462       | 3           | 0           |
| Querétaro | 1 - 2    | Puebla               | Corregidora                    | 22 de agosto | 16:00       | 482         | 0           | 0           |
| Morelia   | 2 - 0    | Atlético de San Luis | Morelos                        | 22 de agosto | 16:00       | 997         | 0           | 0           |
| Toluca    | 1 - 2    | América              | Nemesio Díez                   | 22 de agosto | 18:00       | 2,151       | 2           | 0           |
| Tijuana   | 4 - 2    | Santos               | C. Alterna #1 Estadio Caliente | 22 de agosto | 18:00       | 50          | 4           | 0           |
| León      | 1 - 1    | Pachuca              | León                           | 22 de agosto | 19:00       | 1,098       | 3           | 0           |
| Monterrey | 2 - 1    | Juárez               | BBVA                           | 22 de agosto | 21:00       | 2,046       | 2           | 0           |
| Descanso  | Descanso | Descanso             | Guadalajara                    | Guadalajara  | Guadalajara | Guadalajara | Guadalajara | Guadalajara |

| Puebla               | 0 - 0    | UNAM      | Cuauhtémoc           | 25 de agosto | 12:00 | 422    | 1    | 0    |
| Necaxa               | 0 - 2    | Morelia   | Victoria             | 25 de agosto | 16:00 | 405    | 4    | 0    |
| Veracruz             | 0 - 0    | Toluca    | Luis "Pirata" Fuente | 26 de agosto | 17:00 | 187    | 5    | 0    |
| América              | 2 - 0    | Tijuana   | Azteca               | 26 de agosto | 18:00 | 1,567  | 1    | 1    |
| Pachuca              | 3 - 1    | Cruz Azul | Hidalgo              | 26 de agosto | 19:00 | 5,812  | 0    | 0    |
| Tigres               | 3 - 2    | Monterrey | Universitario        | 26 de agosto | 20:00 | 26,531 | 1    | 0    |
| Atlético de San Luis | 0 - 2    | Querétaro | Alfonso Lastras      | 26 de agosto | 20:00 | 5,861  | 3    | 0    |
| Guadalajara          | 1 - 0    | Juárez    | Akron                | 26 de agosto | 21:00 | 792    | 0    | 0    |
| Santos               | 0 - 0    | Atlas     | Corona               | 26 de agosto | 21:00 | 627    | 1    | 0    |
| Descanso             | Descanso | Descanso  | León                 | León         | León  | León   | León | León |

| Cruz Azul | 3 - 3    | Guadalajara          | 10 de diciembre        | 6 de septiembre | 16:00    | 1,764    | 6        | 1        |
| Querétaro | 0 - 3    | Pachuca              | Corregidora            | 6 de septiembre | 16:00    | 511      | 1        | 0        |
| Atlas     | 2 - 0    | Puebla               | Jalisco                | 7 de septiembre | 11:00    | 739      | 2        | 0        |
| UNAM      | 4 - 0    | Santos               | La Cantera             | 7 de septiembre | 12:00    | 563      | 5        | 1        |
| Morelia   | 2 - 1    | León                 | Morelos                | 9 de septiembre | 16:00    | 1,152    | 4        | 0        |
| Toluca    | 0 - 0    | Tigres               | Nemesio Díez           | 9 de septiembre | 17:00    | 1,362    | 3        | 0        |
| Monterrey | 4 - 1    | América              | BBVA                   | 9 de septiembre | 19:00    | 4,189    | 1        | 0        |
| Juárez    | 0 - 0    | Necaxa               | Olímpico Benito Juárez | 9 de septiembre | 19:00    | 1,643    | 2        | 0        |
| Tijuana   | 3 - 0    | Atlético de San Luis | Caliente               | 9 de septiembre | 21:00    | 633      | 3        | 0        |
| Descanso  | Descanso | Descanso             | Veracruz               | Veracruz        | Veracruz | Veracruz | Veracruz | Veracruz |

| Monterrey   | 4 - 0    | Veracruz             | El Barrial       | 13 de septiembre | 10:00 | 307    | 2    | 0    |
| Querétaro   | 1 - 1    | Tijuana              | CEGAR - Cancha 1 | 13 de septiembre | 16:00 | 179    | 0    | 0    |
| Tigres      | 4 - 0    | Atlético de San Luis | Universitario    | 14 de septiembre | 19:00 | 15,669 | 0    | 0    |
| Puebla      | 1 - 3    | Morelia              | Cuauhtémoc       | 15 de septiembre | 12:00 | 391    | 1    | 1    |
| Toluca      | 1 - 0    | Juárez               | Nemesio Díez     | 16 de septiembre | 17:00 | 683    | 2    | 0    |
| Guadalajara | 4 - 2    | América              | Akron            | 16 de septiembre | 19:00 | 5,613  | 3    | 0    |
| Pachuca     | 2 - 2    | Atlas                | Hidalgo          | 16 de septiembre | 19:00 | 708    | 3    | 1    |
| León        | 3 - 0    | Necaxa               | León             | 16 de septiembre | 19:00 | 4,258  | 0    | 0    |
| Santos      | 2 - 0    | Cruz Azul            | Corona           | 16 de septiembre | 21:00 | 635    | 3    | 1    |
| Descanso    | Descanso | Descanso             | UNAM             | UNAM             | UNAM  | UNAM   | UNAM | UNAM |

| Tijuana              | 4 - 1    | Morelia   | Caliente                  | 18 de septiembre | 21:00     | 633       | 5         | 1         |
| Atlas                | 3 - 0    | Toluca    | Alfredo "Pistache" Torres | 19 de septiembre | 11:00     | 423       | 3         | 0         |
| Necaxa               | 2 - 3    | Puebla    | Victoria                  | 19 de septiembre | 16:00     | 328       | 3         | 0         |
| Veracruz             | 0 - 1    | Santos    | Luis "Pirata" Fuente      | 19 de septiembre | 17:00     | 176       | 2         | 0         |
| América              | 0 - 0    | León      | Azteca                    | 19 de septiembre | 18:00     | 663       | 1         | 0         |
| Pachuca              | 3 - 2    | Tigres    | Hidalgo                   | 19 de septiembre | 19:00     | 4,621     | 1         | 1         |
| Atlético de San Luis | 1 - 5    | Monterrey | Alfonso Lastras           | 19 de septiembre | 20:00     | 3,572     | 4         | 0         |
| Juárez               | 1 - 0    | UNAM      | Olímpico Benito Juárez    | 19 de septiembre | 20:00     | 1,744     | 2         | 0         |
| Guadalajara          | 2 - 1    | Querétaro | Akron                     | 19 de septiembre | 21:00     | 784       | 0         | 0         |
| Descanso             | Descanso | Descanso  | Cruz Azul                 | Cruz Azul        | Cruz Azul | Cruz Azul | Cruz Azul | Cruz Azul |

| Cruz Azul | 3 - 0    | Juárez               | 10 de diciembre | 22 de septiembre | 10:00   | 773     | 1       | 2       |
| Puebla    | 2 - 1    | Veracruz             | Cuauhtémoc      | 22 de septiembre | 12:00   | 301     | 2       | 0       |
| Querétaro | 0 - 5    | América              | Corregidora     | 22 de septiembre | 16:00   | 2,167   | 2       | 0       |
| UNAM      | 2 - 0    | Atlético de San Luis | La Cantera      | 23 de septiembre | 16:00   | 142     | 0       | 0       |
| Morelia   | 0 - 0    | Atlas                | Morelos         | 23 de septiembre | 16:00   | 917     | 3       | 0       |
| Toluca    | 1 - 2    | Guadalajara          | Nemesio Díez    | 23 de septiembre | 18:00   | 2,357   | 2       | 1       |
| León      | 2 - 0    | Santos               | León            | 23 de septiembre | 19:00   | 514     | 2       | 0       |
| Tigres    | 2 - 0    | Tijuana              | Universitario   | 23 de septiembre | 20:00   | 11,053  | 0       | 0       |
| Monterrey | 4 - 0    | Necaxa               | BBVA            | 23 de septiembre | 21:00   | 5,087   | 0       | 0       |
| Descanso  | Descanso | Descanso             | Pachuca         | Pachuca          | Pachuca | Pachuca | Pachuca | Pachuca |

| Necaxa               | 0 - 1    | Querétaro   | Victoria                  | 27 de septiembre | 16:00     | 207       | 0         | 0         |
| Juárez               | 1 - 2    | Tigres      | Olímpico Benito Juárez    | 27 de septiembre | 19:00     | 1,535     | 0         | 0         |
| Atlas                | 2 - 2    | Cruz Azul   | Alfredo "Pistache" Torres | 28 de septiembre | 11:00     | 510       | 5         | 0         |
| UNAM                 | 1 - 1    | Morelia     | La Cantera                | 28 de septiembre | 12:00     | 346       | 3         | 0         |
| Veracruz             | 1 - 1    | Guadalajara | Luis "Pirata" Fuente      | 30 de septiembre | 17:00     | 275       | 2         | 0         |
| América              | 2 - 1    | Pachuca     | Azteca                    | 30 de septiembre | 18:00     | 1,551     | 0         | 0         |
| Santos               | 0 - 0    | Puebla      | Corona                    | 30 de septiembre | 19:00     | 439       | 3         | 1         |
| Atlético de San Luis | 1 - 2    | León        | Alfonso Lastras           | 30 de septiembre | 20:00     | 2,008     | 2         | 0         |
| Tijuana              | 2 - 1    | Toluca      | Caliente                  | 30 de septiembre | 21:00     | 633       | 1         | 0         |
| Descanso             | Descanso | Descanso    | Monterrey                 | Monterrey        | Monterrey | Monterrey | Monterrey | Monterrey |

| Cruz Azul   | 4 - 0    | Veracruz             | 10 de diciembre        | 11 de octubre | 16:00   | 817     | 5       | 0       |
| Querétaro   | 0 - 4    | Atlas                | Corregidora            | 11 de octubre | 16:00   | 394     | 0       | 0       |
| América     | 0 - 0    | UNAM                 | Cancha Centenario #5   | 12 de octubre | 12:00   | 857     | 2       | 0       |
| Guadalajara | 2 - 3    | Santos               | Verde Valle - Cancha 2 | 13 de octubre | 12:00   | 470     | 5       | 0       |
| Puebla      | 1 - 1    | Tijuana              | Cuauhtémoc             | 13 de octubre | 12:00   | 297     | 2       | 0       |
| Toluca      | 3 - 1    | Atlético de San Luis | Nemesio Díez           | 14 de octubre | 16:00   | 325     | 0       | 0       |
| Pachuca     | 5 - 1    | Juárez               | Hidalgo                | 14 de octubre | 19:00   | 2,356   | 0       | 3       |
| Tigres      | 4 - 0    | Necaxa               | Universitario          | 14 de octubre | 20:00   | 8,538   | 1       | 0       |
| León        | 1 - 3    | Monterrey            | León                   | 14 de octubre | 21:00   | 1,026   | 2       | 0       |
| Descanso    | Descanso | Descanso             | Morelia                | Morelia       | Morelia | Morelia | Morelia | Morelia |

| Necaxa               | 1 - 2    | Toluca      | Victoria                  | 18 de octubre | 16:00  | 475    | 0      | 0      |
| Monterrey            | 2 - 0    | Cruz Azul   | El Barrial                | 19 de octubre | 10:00  | 424    | 5      | 0      |
| Atlas                | 1 - 1    | Guadalajara | Alfredo "Pistache" Torres | 19 de octubre | 11:00  | 1,364  | 4      | 0      |
| UNAM                 | 1 - 0    | León        | La Cantera                | 19 de octubre | 11:00  | 475    | 6      | 1      |
| Morelia              | 2 - 0    | Querétaro   | Morelos                   | 19 de octubre | 16:00  | 812    | 2      | 0      |
| Veracruz             | 0 - 2    | Tigres      | Luis "Pirata" Fuente      | 21 de octubre | 17:00  | 465    | 0      | 0      |
| Santos               | 0 - 1    | América     | Corona                    | 21 de octubre | 19:00  | 1,261  | 1      | 0      |
| Atlético de San Luis | 0 - 0    | Puebla      | Alfonso Lastras           | 21 de octubre | 20:00  | 1,008  | 4      | 0      |
| Tijuana              | 2 - 0    | Pachuca     | Caliente                  | 21 de octubre | 22:00  | 733    | 2      | 0      |
| Descanso             | Descanso | Descanso    | Juárez                    | Juárez        | Juárez | Juárez | Juárez | Juárez |

| Cruz Azul   | 1 - 1    | Querétaro            | 10 de diciembre        | 23 de octubre | 16:00 | 547   | 1     | 0     |
| Toluca      | 2 - 1    | UNAM                 | Nemesio Díez           | 23 de octubre | 18:00 | 695   | 3     | 0     |
| América     | 3 - 0    | Necaxa               | Azteca                 | 24 de octubre | 16:00 | 1,398 | 1     | 0     |
| Puebla      | 0 - 1    | Monterrey            | Cuauhtémoc             | 24 de octubre | 16:00 | 368   | 0     | 0     |
| Tigres      | 1 - 0    | León                 | Universitario          | 24 de octubre | 18:00 | 6,324 | 2     | 0     |
| Santos      | 1 - 1    | Atlético de San Luis | Corona                 | 24 de octubre | 18:00 | 334   | 1     | 0     |
| Pachuca     | 3 - 2    | Veracruz             | Hidalgo                | 24 de octubre | 19:00 | 2,833 | 1     | 1     |
| Guadalajara | 2 - 0    | Morelia              | Akron                  | 24 de octubre | 21:00 | 846   | 5     | 0     |
| Juárez      | 0 - 3    | Tijuana              | Olímpico Benito Juárez | 24 de octubre | 22:00 | 588   | 0     | 1     |
| Descanso    | Descanso | Descanso             | Atlas                  | Atlas         | Atlas | Atlas | Atlas | Atlas |

| UNAM      | 1 - 2    | Atlas       | La Cantera           | 26 de octubre        | 12:00                | 425                  | 1                    | 0                    |
| Puebla    | 0 - 0    | Cruz Azul   | Cuauhtémoc           | 27 de octubre        | 11:00                | 390                  | 2                    | 0                    |
| Querétaro | 0 - 0    | Toluca      | Corregidora          | 27 de octubre        | 16:00                | 315                  | 2                    | 0                    |
| Necaxa    | 1 - 0    | Santos      | Victoria             | 28 de octubre        | 16:00                | 936                  | 3                    | 0                    |
| Morelia   | 3 - 3    | Pachuca     | Morelos              | 28 de octubre        | 16:00                | 313                  | 4                    | 0                    |
| Veracruz  | 3 - 1    | Juárez      | Luis "Pirata" Fuente | 28 de octubre        | 17:00                | 95                   | 2                    | 0                    |
| León      | 2 - 0    | Tijuana     | León                 | 28 de octubre        | 19:00                | 349                  | 0                    | 0                    |
| Tigres    | 2 - 1    | América     | Universitario        | 28 de octubre        | 20:00                | 12,123               | 2                    | 0                    |
| Monterrey | 3 - 1    | Guadalajara | BBVA                 | 28 de octubre        | 21:00                | 7,121                | 1                    | 0                    |
| Descanso  | Descanso | Descanso    | Atlético de San Luis | Atlético de San Luis | Atlético de San Luis | Atlético de San Luis | Atlético de San Luis | Atlético de San Luis |

| Juárez               | 0 - 0    | Querétaro | Olímpico Benito Juárez    | 1 de noviembre | 20:00  | 350    | 1      | 0      |
| Atlas                | 1 - 4    | Tigres    | Alfredo "Pistache" Torres | 2 de noviembre | 11:00  | 674    | 3      | 0      |
| Guadalajara          | 1 - 1    | UNAM      | Verde Valle - Cancha 2    | 3 de noviembre | 10:00  | 650    | 2      | 0      |
| América              | 1 - 1    | Cruz Azul | Cancha Centenario #5      | 4 de noviembre | 15:45  | 726    | 5      | 0      |
| Veracruz             | 1 - 0    | Necaxa    | Luis "Pirata" Fuente      | 4 de noviembre | 17:00  | 115    | 1      | 0      |
| León                 | 3 - 3    | Puebla    | León                      | 4 de noviembre | 19:00  | 1,026  | 2      | 0      |
| Santos               | 1 - 2    | Morelia   | Corona                    | 4 de noviembre | 19:00  | 419    | 3      | 0      |
| Atlético de San Luis | 0 - 3    | Pachuca   | Alfonso Lastras           | 4 de noviembre | 20:00  | 2,875  | 1      | 0      |
| Tijuana              | 0 - 3    | Monterrey | Caliente                  | 4 de noviembre | 21:00  | 1,533  | 0      | 0      |
| Descanso             | Descanso | Descanso  | Toluca                    | Toluca         | Toluca | Toluca | Toluca | Toluca |

| Atlas     | 1 - 3    | León                 | Alfredo "Pistache" Torres | 8 de noviembre  | 12:00  | 327    | 3      | 1      |
| Cruz Azul | 2 - 2    | Tijuana              | 10 de diciembre           | 8 de noviembre  | 15:45  | 311    | 2      | 0      |
| Querétaro | 0 - 2    | Tigres               | Corregidora               | 8 de noviembre  | 16:00  | 507    | 0      | 0      |
| Necaxa    | 1 - 1    | Atlético de San Luis | Victoria                  | 8 de noviembre  | 16:00  | 888    | 1      | 0      |
| Juárez    | 0 - 2    | América              | Olímpico Benito Juárez    | 8 de noviembre  | 20:00  | 1,556  | 1      | 1      |
| Morelia   | 3 - 1    | Veracruz             | Morelos                   | 11 de noviembre | 16:00  | 1,315  | 3      | 0      |
| Pachuca   | 1 - 2    | Guadalajara          | Hidalgo                   | 11 de noviembre | 19:00  | 8,923  | 2      | 0      |
| Toluca    | 2 - 0    | Santos               | Nemesio Díez              | 11 de noviembre | 19:00  | 544    | 1      | 0      |
| Monterrey | 2 - 1    | UNAM                 | BBVA                      | 11 de noviembre | 21:00  | 3,872  | 1      | 0      |
| Descanso  | Descanso | Descanso             | Puebla                    | Puebla          | Puebla | Puebla | Puebla | Puebla |

### Tabla General
- Datos según la página oficial de la competición.
- Fecha de actualización: 12 de noviembre de 2019

|     | Equipos              | PJ | PG | PE | PP | GF | GC | Dif. | Pts. |
| --- | -------------------- | -- | -- | -- | -- | -- | -- | ---- | ---- |
| 1.  | Monterrey            | 18 | 16 | 0  | 2  | 52 | 16 | 36   | 48   |
| 2.  | Tigres               | 18 | 13 | 4  | 1  | 41 | 14 | 27   | 43   |
| 3.  | Pachuca              | 18 | 11 | 3  | 4  | 42 | 24 | 18   | 36   |
| 4.  | América              | 18 | 9  | 5  | 4  | 29 | 17 | 12   | 32   |
| 5.  | Guadalajara          | 18 | 9  | 4  | 5  | 30 | 23 | 7    | 31   |
| 6.  | Toluca               | 18 | 9  | 4  | 5  | 24 | 20 | 4    | 31   |
| 7.  | Tijuana              | 18 | 8  | 5  | 5  | 27 | 21 | 6    | 29   |
| 8.  | Atlas                | 18 | 7  | 7  | 4  | 35 | 20 | 15   | 28   |
| 9.  | Morelia              | 18 | 8  | 4  | 6  | 30 | 28 | 2    | 28   |
| 10. | Cruz Azul            | 18 | 6  | 6  | 6  | 28 | 25 | 3    | 24   |
| 11. | León                 | 18 | 6  | 5  | 7  | 23 | 21 | 2    | 23   |
| 12. | Puebla               | 18 | 5  | 6  | 7  | 16 | 25 | -9   | 21   |
| 13. | Querétaro            | 18 | 5  | 5  | 7  | 15 | 32 | -17  | 20   |
| 14. | UNAM                 | 18 | 4  | 7  | 7  | 18 | 16 | 2    | 19   |
| 15. | Veracruz             | 18 | 4  | 5  | 9  | 17 | 29 | -12  | 17   |
| 16. | Santos               | 18 | 4  | 4  | 10 | 17 | 28 | -11  | 16   |
| 17. | Atlético de San Luis | 18 | 2  | 5  | 11 | 11 | 38 | -27  | 11   |
| 18. | Juárez               | 18 | 1  | 4  | 13 | 8  | 37 | -29  | 7    |
| 19. | Necaxa               | 18 | 1  | 3  | 14 | 6  | 35 | -29  | 6    |

| Simbología |
| --- |
| Pos – Posición; PJ – Partidos Jugados; PG - Partidos Ganados; PE - Partidos Empatados; PP - Partidos Perdidos; GF – Goles a Favor; GC – Goles en Contra; DIF – Diferencia de Goles; PTS - Puntos. |

|  | Líder, Clasifica a Liguilla (1.º Lugar). |
|  | Clasifica a Liguilla (2.º a 8.º Lugar).  |
|  | Último lugar.                            |

## Evolución de la Clasificación
- Fecha de actualización: 12 de noviembre de 2019.

| Equipo               | 1   | 2  | 3   | 4   | 5   | 6  | 7   | 8   | 9   | 10  | 11  | 12 | 13 | 14  | 15  | 16 | 17  | 18 | 19  |
| -------------------- | --- | -- | --- | --- | --- | -- | --- | --- | --- | --- | --- | -- | -- | --- | --- | -- | --- | -- | --- |
| Monterrey            | 7   | 4  | 2   | 4   | 2   | 1  | 1   | 2   | 2   | 1   | 1   | 1  | 1* | 1   | 1   | 1  | 1   | 1  | 1   |
| Tigres               | 6   | 8* | 8   | 7   | 7   | 6  | 4   | 3   | 3   | 3   | 4   | 3  | 3  | 3   | 2   | 2  | 2   | 2  | 2   |
| Pachuca              | 2   | 2  | 1   | 1   | 1   | 2  | 2   | 1   | 1   | 2   | 2   | 2* | 2  | 2   | 3   | 3  | 3   | 3  | 3   |
| América              | 12* | 16 | 14  | 10  | 10  | 9  | 7   | 4   | 7   | 9   | 9   | 6  | 6  | 6   | 5   | 4  | 5   | 4  | 4   |
| Guadalajara          | 13  | 10 | 5   | 5   | 6   | 7  | 10* | 8   | 8   | 6   | 5   | 4  | 4  | 5   | 7   | 6  | 8   | 6  | 5   |
| Toluca               | 3   | 1  | 6   | 6   | 4   | 3  | 3   | 5   | 5   | 4   | 7   | 8  | 9  | 8   | 8   | 7  | 7   | 8* | 6   |
| Tijuana              | 16  | 14 | 15* | 15  | 11  | 10 | 8   | 10  | 6   | 8   | 6   | 7  | 7  | 7   | 6   | 5  | 6   | 7  | 7   |
| Atlas                | 1   | 6  | 10  | 9   | 9   | 8  | 6   | 7   | 4   | 5   | 3   | 5  | 5  | 4   | 4   | 8* | 4   | 5  | 8   |
| Morelia              | 14  | 17 | 12  | 13  | 17  | 17 | 14  | 12  | 10  | 7   | 8   | 9  | 8  | 10* | 9   | 10 | 10  | 9  | 9   |
| Cruz Azul            | 4   | 3  | 3   | 2   | 3   | 4  | 5   | 9   | 9   | 11  | 11* | 10 | 10 | 9   | 10  | 9  | 9   | 10 | 10  |
| León                 | 11  | 13 | 16  | 16  | 13  | 15 | 16  | 16* | 16  | 15  | 15  | 14 | 13 | 13  | 14  | 14 | 12  | 12 | 11  |
| Puebla               | 18  | 11 | 13  | 14  | 8   | 13 | 12  | 13  | 14  | 14  | 12  | 11 | 11 | 11  | 11  | 11 | 11  | 11 | 12* |
| Querétaro            | 8   | 5  | 4   | 3   | 5   | 5* | 9   | 6   | 11  | 10  | 10  | 12 | 12 | 12  | 13  | 13 | 13  | 13 | 13  |
| UNAM                 | 5   | 7  | 11  | 11  | 16  | 14 | 15  | 15  | 12  | 12* | 14  | 13 | 14 | 14  | 12  | 12 | 14  | 14 | 14  |
| Veracruz             | 9   | 12 | 7   | 8   | 12  | 11 | 11  | 11  | 13* | 13  | 16  | 16 | 16 | 16  | 16  | 16 | 16  | 15 | 15  |
| Santos               | 17  | 9  | 9   | 12  | 15* | 16 | 17  | 17  | 17  | 16  | 13  | 15 | 15 | 15  | 15  | 15 | 15  | 16 | 16  |
| Atlético de San Luis | 19  | 19 | 18  | 18  | 14  | 12 | 13  | 14  | 15  | 17  | 17  | 17 | 17 | 17  | 17  | 17 | 17* | 17 | 17  |
| Juárez               | 10  | 15 | 17  | 17  | 18  | 18 | 18  | 18  | 18  | 18  | 18  | 18 | 18 | 18  | 18* | 18 | 18  | 18 | 18  |
| Necaxa               | 15  | 18 | 19  | 19* | 19  | 19 | 19  | 19  | 19  | 19  | 19  | 19 | 19 | 19  | 19  | 19 | 19  | 19 | 19  |

## Liguilla
|  | Cuartos de final                                         | Cuartos de final                                         | Cuartos de final                                         |   |           | Semifinales                                              | Semifinales                                              | Semifinales                                              |  |  | Final                                         | Final                                         | Final                                         |
|  | 14 y 15 de noviembre (ida) 17 y 18 de noviembre (vuelta) | 14 y 15 de noviembre (ida) 17 y 18 de noviembre (vuelta) | 14 y 15 de noviembre (ida) 17 y 18 de noviembre (vuelta) |   |           | 21 y 22 de noviembre (ida) 24 y 25 de noviembre (vuelta) | 21 y 22 de noviembre (ida) 24 y 25 de noviembre (vuelta) | 21 y 22 de noviembre (ida) 24 y 25 de noviembre (vuelta) |  |  | 29 de noviembre (ida) 7 de diciembre (vuelta) | 29 de noviembre (ida) 7 de diciembre (vuelta) | 29 de noviembre (ida) 7 de diciembre (vuelta) |
|  |                                                          |                                                          |                                                          |   |           |                                                          |                                                          |                                                          |  |  |                                               |                                               |                                               |
|  | Monterrey                                                | 0                                                        | 1                                                        |   |           |                                                          |                                                          |                                                          |  |  |                                               |                                               |                                               |
|  | Atlas                                                    | 0                                                        | 0                                                        |   |           |                                                          |                                                          |                                                          |  |  |                                               |                                               |                                               |
|  | Atlas                                                    | 0                                                        | 0                                                        |   | Monterrey | 2                                                        | 2                                                        |                                                          |  |  |                                               |                                               |                                               |
|  |                                                          |                                                          |                                                          |   | Monterrey | 2                                                        | 2                                                        |                                                          |  |  |                                               |                                               |                                               |
|  |                                                          | América                                                  | 2                                                        | 1 |           |                                                          |                                                          |                                                          |  |  |                                               |                                               |                                               |
|  | América                                                  | América                                                  | 2                                                        | 1 | 2         | 1                                                        |                                                          |                                                          |  |  |                                               |                                               |                                               |
|  | América                                                  |                                                          |                                                          |   | 2         | 1                                                        |                                                          |                                                          |  |  |                                               |                                               |                                               |
|  | Guadalajara                                              | 0                                                        | 0                                                        |   |           |                                                          |                                                          |                                                          |  |  |                                               |                                               |                                               |
|  |                                                          |                                                          |                                                          |   |           |                                                          |                                                          |                                                          |  |  | Monterrey                                     | 1                                             | 1                                             |
|  |                                                          |                                                          | Tigres                                                   | 1 | 0         |                                                          |                                                          |                                                          |  |  |                                               |                                               |                                               |
|  | Tigres                                                   | 0                                                        | 3                                                        |   |           |                                                          |                                                          |                                                          |  |  |                                               |                                               |                                               |
|  | Tijuana                                                  | 0                                                        | 0                                                        |   |           |                                                          |                                                          |                                                          |  |  |                                               |                                               |                                               |
|  | Tijuana                                                  | 0                                                        | 0                                                        |   | Tigres    | 1                                                        | 4                                                        |                                                          |  |  |                                               |                                               |                                               |
|  |                                                          |                                                          |                                                          |   | Tigres    | 1                                                        | 4                                                        |                                                          |  |  |                                               |                                               |                                               |
|  |                                                          | Pachuca                                                  | 3                                                        | 0 |           |                                                          |                                                          |                                                          |  |  |                                               |                                               |                                               |
|  | Pachuca                                                  | Pachuca                                                  | 3                                                        | 0 | 4         | 1                                                        |                                                          |                                                          |  |  |                                               |                                               |                                               |
|  | Pachuca                                                  |                                                          |                                                          |   | 4         | 1                                                        |                                                          |                                                          |  |  |                                               |                                               |                                               |
|  | Toluca                                                   | 1                                                        | 2                                                        |   |           |                                                          |                                                          |                                                          |  |  |                                               |                                               |                                               |

### Cuartos de final[5]

#### Monterrey vs Atlas
| 14 de noviembre, 15:45 | Atlas | 0:0     | Monterrey | Estadio Jalisco, Guadalajara                                       |                                                                    |
|                        |       | Reporte |           | Asistencia: 1,178 espectadores Árbitro(s): Itzel Hernández Fuentes | Asistencia: 1,178 espectadores Árbitro(s): Itzel Hernández Fuentes |

| 18 de noviembre, 19:00                                      | Monterrey          | 1:0 (0:0) (Global 1:0) | Atlas | Estadio BBVA, Monterrey                                                   |                                                                           |
|                                                             | D. Evangelista 48' | Reporte                |       | Asistencia: 14,106 espectadores Árbitro(s): Lizzet Amairany García Olvera | Asistencia: 14,106 espectadores Árbitro(s): Lizzet Amairany García Olvera |
| Con marcador global de 1-0, Monterrey avanza a semifinales. |                    |                        |       |                                                                           |                                                                           |

#### Tigres vs Tijuana
| 14 de noviembre, 21:00 | Tijuana | 0:0     | Tigres | Estadio Caliente, Tijuana                                                   |                                                                             |
|                        |         | Reporte |        | Asistencia: 4,333 espectadores Árbitro(s): Joaquín Alberto Vizcarra Armenta | Asistencia: 4,333 espectadores Árbitro(s): Joaquín Alberto Vizcarra Armenta |

| 17 de noviembre, 19:00                                   | Tigres                                          | 3:0 (0:0) (Global 3:0) | Tijuana | Estadio Universitario, San Nicolás de los Garza                     |                                                                     |
|                                                          | L. Ovalle 59' · L. Zapata 68' · K. Martínez 81' | Reporte                |         | Asistencia: 25,621 espectadores Árbitro(s): Karen Hernández Andrade | Asistencia: 25,621 espectadores Árbitro(s): Karen Hernández Andrade |
| Con marcador global de 3-0, Tigres avanza a semifinales. |                                                 |                        |         |                                                                     |                                                                     |

#### Pachuca vs Toluca
| 15 de noviembre, 17:00 | Toluca      | 1:4 (1:2) | Pachuca                                           | Estadio Nemesio Díez, Toluca                                               |                                                                            |
|                        | K. Abud 36' | Reporte   | V. Salazar 18' 35' · Y. Madrid 66' · A. López 83' | Asistencia: 2,929 espectadores Árbitro(s): Francia María González Martínez | Asistencia: 2,929 espectadores Árbitro(s): Francia María González Martínez |

| 18 de noviembre, 21:00                                    | Pachuca        | 1:2 (1:0) (Global 5:3) | Toluca                     | Estadio Hidalgo, Pachuca                                               |                                                                        |
|                                                           | V. Salazar 41' | Reporte                | K. Abud 50' · M. Román 59' | Asistencia: 3,334 espectadores Árbitro(s): Diana Stephanía Pérez Borja | Asistencia: 3,334 espectadores Árbitro(s): Diana Stephanía Pérez Borja |
| Con marcador global de 5-3, Pachuca avanza a semifinales. |                |                        |                            |                                                                        |                                                                        |

#### América vs Guadalajara
| 15 de noviembre, 21:06 | Guadalajara | 0:2 (0:2) | América                       | Estadio Akron, Zapopan                                                   |                                                                          |
|                        |             | Reporte   | D. Espinosa 1' · J. Muñoz 26' | Asistencia: 10,291 espectadores Árbitro(s): Priscila Eritzel Pérez Borja | Asistencia: 10,291 espectadores Árbitro(s): Priscila Eritzel Pérez Borja |

| 18 de noviembre, 15:45                                    | América         | 1:0 (1:0) (Global 3:0) | Guadalajara | Cancha Centenario #5, CDMX                                          |                                                                     |
|                                                           | D. Espinosa 39' | Reporte                |             | Asistencia: 985 espectadores Árbitro(s): Katia Itzel García Mendoza | Asistencia: 985 espectadores Árbitro(s): Katia Itzel García Mendoza |
| Con marcador global de 3-0, América avanza a semifinales. |                 |                        |             |                                                                     |                                                                     |

### Semifinales

#### Monterrey vs América
| 22 de noviembre, 15:45 | América                        | 2:2 (1:0) | Monterrey                     | Cancha Centenario #5, CDMX                                           |                                                                      |
|                        | M. Valera 9' · D. Espinosa 52' | Reporte   | R. Bernal 72' · A. Aviléz 90' | Asistencia: 877 espectadores Árbitro(s): Diana Stephanía Pérez Borja | Asistencia: 877 espectadores Árbitro(s): Diana Stephanía Pérez Borja |

| 25 de noviembre, 20:00                                   | Monterrey                        | 2:1 (2:0) (Global 4:3) | América       | Estadio BBVA, Monterrey                                                |                                                                        |
|                                                          | V. Valdez 12' · J. Gutiérrez 19' | Reporte                | L. Cuevas 46' | Asistencia: 23,915 espectadores Árbitro(s): Katia Itzel García Mendoza | Asistencia: 23,915 espectadores Árbitro(s): Katia Itzel García Mendoza |
| Con marcador global de 4-3, Monterrey avanza a la final. |                                  |                        |               |                                                                        |                                                                        |

#### Tigres vs Pachuca
| 21 de noviembre, 19:00 | Pachuca                            | 3:1 (0:1) | Tigres          | Estadio Hidalgo, Pachuca                                                  |                                                                           |
|                        | M. Ocampo 54' · L. Ángeles 58' 82' | Reporte   | M. Elizondo 12' | Asistencia: 11,177 espectadores Árbitro(s): Lizzet Amairany García Olvera | Asistencia: 11,177 espectadores Árbitro(s): Lizzet Amairany García Olvera |

| 24 de noviembre, 17:00                                | Tigres                                                 | 4:0 (2:0) (Global 5:3) | Pachuca | Estadio Universitario, San Nicolás de los Garza                          |                                                                          |
|                                                       | K. Martínez 24' 81' · N. Rangel 45' · D. Santellán 47' | Reporte                |         | Asistencia: 33,201 espectadores Árbitro(s): Priscila Eritzel Pérez Borja | Asistencia: 33,201 espectadores Árbitro(s): Priscila Eritzel Pérez Borja |
| Con marcador global de 5-3, Tigres avanza a la final. |                                                        |                        |         |                                                                          |                                                                          |

### Final

#### Monterrey vs Tigres
| 29 de noviembre, 21:05 | Tigres     | 1:1 (1:0) | Monterrey    | Estadio Universitario, San Nicolás de los Garza                          |                                                                          |
|                        | B. Cruz 5' | Reporte   | A. Mejía 53' | Asistencia: 41,615 espectadores Árbitro(s): Priscila Eritzel Pérez Borja | Asistencia: 41,615 espectadores Árbitro(s): Priscila Eritzel Pérez Borja |

| 7 de diciembre, 17:00                                                        | Monterrey          | 1:0 (1:0) (Global 2:1) | Tigres | Estadio BBVA, Monterrey                                             |                                                                     |
|                                                                              | D. Evangelista 31' | Reporte                |        | Asistencia: 38,251 espectadores Árbitro(s): Karen Hernández Andrade | Asistencia: 38,251 espectadores Árbitro(s): Karen Hernández Andrade |
| Con marcador global de 2-1, Monterrey es campeón del torneo por primera vez. |                    |                        |        |                                                                     |                                                                     |

#### Final - Ida
| 20    | POR   | Ofelia Solís    |     |
| 4     | DEF   | Greta Espinoza  |     |
| 13    | DEF   | Karen Luna      | 74' |
| 15    | DEF   | Cristina Ferral |     |
| 22    | DEF   | Selene Cortés   |     |
| 6     | MED   | Nancy Antonio   | 82' |
| 11    | MED   | Nayeli Rangel   |     |
| 14    | MED   | Lizbeth Ovalle  |     |
| 18    | MED   | Belén Cruz      | 90' |
| 7     | DEL   | Liliana Mercado |     |
| 10    | DEL   | Katty Martínez  |     |
| D. T. | D. T. | Roberto Medina  |     |

| 1     | POR   | Claudia Lozoya    |     |
| 4     | DEF   | Rebeca Bernal     |     |
| 13    | DEF   | Annia Mejía       |     |
| 14    | DEF   | Ricla Rajunov     |     |
| 19    | DEF   | Mariana Cadena    |     |
| 7     | MED   | Andrea Hernández  |     |
| 8     | MED   | Diana Evangelista | 82' |
| 20    | MED   | Daniela Solís     |     |
| 26    | MED   | Valeria Valdez    |     |
| 9     | DEL   | Desirée Monsiváis | 87' |
| 10    | DEL   | Dinora Garza      | 76' |
| D. T. | D. T. | Héctor Becerra    |     |

| 17 | Def | Natalia Villarreal | 74' |
| 18 | Del | Blanca Solís       | 82' |

| 22 | Med | Jazmín Aguas     | 76' |
| 17 | Del | Alicia Cervantes | 82' |
| 27 | Def | Victoria López   | 87' |

| 5' | Belén Cruz | 1:0 |

| 53' | Annia Mejía | 1:1 |

| 66' | Roberto Medina |

| 84' | Andrea Hernández |

| Principal  | Priscila Eritzel Pérez Borja    |
| Asistentes | Sandra Elizabeth Ramírez Alemán |
|            | Damaris Saray Jiménez Díaz      |
| Cuarto     | Katia Itzel García Mendoza      |

|                   |   |   |
| Tiros             | 4 | 3 |
| Tiros a puerta    | 2 | 1 |
| Faltas            | 2 | 4 |
| Saques de esquina | 4 | 0 |
| Penaltis          | 0 | 0 |
| Fueras de juego   | 2 | 2 |

| Alineación inicial |

| 20    | POR   | Ofelia Solís    |     |
| 4     | DEF   | Greta Espinoza  |     |
| 13    | DEF   | Karen Luna      | 74' |
| 15    | DEF   | Cristina Ferral |     |
| 22    | DEF   | Selene Cortés   |     |
| 6     | MED   | Nancy Antonio   | 82' |
| 11    | MED   | Nayeli Rangel   |     |
| 14    | MED   | Lizbeth Ovalle  |     |
| 18    | MED   | Belén Cruz      | 90' |
| 7     | DEL   | Liliana Mercado |     |
| 10    | DEL   | Katty Martínez  |     |
| D. T. | D. T. | Roberto Medina  |     |

| 1     | POR   | Claudia Lozoya    |     |
| 4     | DEF   | Rebeca Bernal     |     |
| 13    | DEF   | Annia Mejía       |     |
| 14    | DEF   | Ricla Rajunov     |     |
| 19    | DEF   | Mariana Cadena    |     |
| 7     | MED   | Andrea Hernández  |     |
| 8     | MED   | Diana Evangelista | 82' |
| 20    | MED   | Daniela Solís     |     |
| 26    | MED   | Valeria Valdez    |     |
| 9     | DEL   | Desirée Monsiváis | 87' |
| 10    | DEL   | Dinora Garza      | 76' |
| D. T. | D. T. | Héctor Becerra    |     |

| 17 | Def | Natalia Villarreal | 74' |
| 18 | Del | Blanca Solís       | 82' |

| 22 | Med | Jazmín Aguas     | 76' |
| 17 | Del | Alicia Cervantes | 82' |
| 27 | Def | Victoria López   | 87' |

| 5' | Belén Cruz | 1:0 |

| 53' | Annia Mejía | 1:1 |

| 66' | Roberto Medina |

| 84' | Andrea Hernández |

| Principal  | Priscila Eritzel Pérez Borja    |
| Asistentes | Sandra Elizabeth Ramírez Alemán |
|            | Damaris Saray Jiménez Díaz      |
| Cuarto     | Katia Itzel García Mendoza      |

|                   |   |   |
| Tiros             | 4 | 3 |
| Tiros a puerta    | 2 | 1 |
| Faltas            | 2 | 4 |
| Saques de esquina | 4 | 0 |
| Penaltis          | 0 | 0 |
| Fueras de juego   | 2 | 2 |

| Alineación inicial |

| 20    | POR   | Ofelia Solís    |     |
| 4     | DEF   | Greta Espinoza  |     |
| 13    | DEF   | Karen Luna      | 74' |
| 15    | DEF   | Cristina Ferral |     |
| 22    | DEF   | Selene Cortés   |     |
| 6     | MED   | Nancy Antonio   | 82' |
| 11    | MED   | Nayeli Rangel   |     |
| 14    | MED   | Lizbeth Ovalle  |     |
| 18    | MED   | Belén Cruz      | 90' |
| 7     | DEL   | Liliana Mercado |     |
| 10    | DEL   | Katty Martínez  |     |
| D. T. | D. T. | Roberto Medina  |     |

| 1     | POR   | Claudia Lozoya    |     |
| 4     | DEF   | Rebeca Bernal     |     |
| 13    | DEF   | Annia Mejía       |     |
| 14    | DEF   | Ricla Rajunov     |     |
| 19    | DEF   | Mariana Cadena    |     |
| 7     | MED   | Andrea Hernández  |     |
| 8     | MED   | Diana Evangelista | 82' |
| 20    | MED   | Daniela Solís     |     |
| 26    | MED   | Valeria Valdez    |     |
| 9     | DEL   | Desirée Monsiváis | 87' |
| 10    | DEL   | Dinora Garza      | 76' |
| D. T. | D. T. | Héctor Becerra    |     |

| 17 | Def | Natalia Villarreal | 74' |
| 18 | Del | Blanca Solís       | 82' |

| 22 | Med | Jazmín Aguas     | 76' |
| 17 | Del | Alicia Cervantes | 82' |
| 27 | Def | Victoria López   | 87' |

| 5' | Belén Cruz | 1:0 |

| 53' | Annia Mejía | 1:1 |

| 66' | Roberto Medina |

| 84' | Andrea Hernández |

| Principal  | Priscila Eritzel Pérez Borja    |
| Asistentes | Sandra Elizabeth Ramírez Alemán |
|            | Damaris Saray Jiménez Díaz      |
| Cuarto     | Katia Itzel García Mendoza      |

|                   |   |   |
| Tiros             | 4 | 3 |
| Tiros a puerta    | 2 | 1 |
| Faltas            | 2 | 4 |
| Saques de esquina | 4 | 0 |
| Penaltis          | 0 | 0 |
| Fueras de juego   | 2 | 2 |

| Alineación inicial |

| 20    | POR   | Ofelia Solís    |     |
| 4     | DEF   | Greta Espinoza  |     |
| 13    | DEF   | Karen Luna      | 74' |
| 15    | DEF   | Cristina Ferral |     |
| 22    | DEF   | Selene Cortés   |     |
| 6     | MED   | Nancy Antonio   | 82' |
| 11    | MED   | Nayeli Rangel   |     |
| 14    | MED   | Lizbeth Ovalle  |     |
| 18    | MED   | Belén Cruz      | 90' |
| 7     | DEL   | Liliana Mercado |     |
| 10    | DEL   | Katty Martínez  |     |
| D. T. | D. T. | Roberto Medina  |     |

| 1     | POR   | Claudia Lozoya    |     |
| 4     | DEF   | Rebeca Bernal     |     |
| 13    | DEF   | Annia Mejía       |     |
| 14    | DEF   | Ricla Rajunov     |     |
| 19    | DEF   | Mariana Cadena    |     |
| 7     | MED   | Andrea Hernández  |     |
| 8     | MED   | Diana Evangelista | 82' |
| 20    | MED   | Daniela Solís     |     |
| 26    | MED   | Valeria Valdez    |     |
| 9     | DEL   | Desirée Monsiváis | 87' |
| 10    | DEL   | Dinora Garza      | 76' |
| D. T. | D. T. | Héctor Becerra    |     |

| 17 | Def | Natalia Villarreal | 74' |
| 18 | Del | Blanca Solís       | 82' |

| 22 | Med | Jazmín Aguas     | 76' |
| 17 | Del | Alicia Cervantes | 82' |
| 27 | Def | Victoria López   | 87' |

| 5' | Belén Cruz | 1:0 |

| 53' | Annia Mejía | 1:1 |

| 66' | Roberto Medina |

| 84' | Andrea Hernández |

| Principal  | Priscila Eritzel Pérez Borja    |
| Asistentes | Sandra Elizabeth Ramírez Alemán |
|            | Damaris Saray Jiménez Díaz      |
| Cuarto     | Katia Itzel García Mendoza      |

|                   |   |   |
| Tiros             | 4 | 3 |
| Tiros a puerta    | 2 | 1 |
| Faltas            | 2 | 4 |
| Saques de esquina | 4 | 0 |
| Penaltis          | 0 | 0 |
| Fueras de juego   | 2 | 2 |

| Alineación inicial |

#### Final - Vuelta
| 1     | POR   | Claudia Lozoya    |     |
| 4     | DEF   | Rebeca Bernal     |     |
| 13    | DEF   | Annia Mejía       |     |
| 14    | DEF   | Ricla Rajunov     |     |
| 19    | DEF   | Mariana Cadena    | 45' |
| 7     | MED   | Andrea Hernández  | 79' |
| 8     | MED   | Diana Evangelista | 67' |
| 20    | MED   | Daniela Solís     | 86' |
| 26    | MED   | Valeria Valdez    |     |
| 10    | DEL   | Dinora Garza      | 55' |
| 9     | DEL   | Desirée Monsiváis |     |
| D. T. | D. T. | Héctor Becerra    |     |

| 20    | POR   | Ofelia Solís    |     |
| 4     | DEF   | Greta Espinoza  |     |
| 13    | DEF   | Karen Luna      |     |
| 15    | DEF   | Cristina Ferral | 81' |
| 22    | DEF   | Selene Cortés   | 56' |
| 6     | MED   | Nancy Antonio   |     |
| 11    | MED   | Nayeli Rangel   | 78' |
| 14    | MED   | Lizbeth Ovalle  |     |
| 18    | MED   | Belén Cruz      |     |
| 7     | DEL   | Liliana Mercado |     |
| 10    | DEL   | Katty Martínez  | 87' |
| D. T. | D. T. | Roberto Medina  |     |

| 22 | MED | Jazmín Aguas    | 55' |
| 27 | DEF | Victoria López  | 67' |
| 16 | MED | Selene Castillo | 86' |

| 5  | DEL | María Elizondo      | 56' |
| 19 | DEL | Blanca Solís        | 78' |
| 21 | MED | Natalia Gómez Junco | 87' |

| 31' | Diana Evangelista | 1:0 |

| 78' · 88' | Rebeca Bernal Desirée Monsiváis |

| Principal  | Karen Hernández Andrade          |
| Asistentes | Mayra Alejandra Mora Cerero      |
|            | Jessica Fernanda Morales Morales |
| Cuarto     | Diana Stephanía Pérez Borja      |

|                   |    |   |
| Tiros             | 2  | 4 |
| Tiros a puerta    | 1  | 2 |
| Faltas            | 10 | 6 |
| Saques de esquina | 0  | 9 |
| Penaltis          | 0  | 0 |
| Fueras de juego   | 1  | 2 |

| Alineación inicial |

| 1     | POR   | Claudia Lozoya    |     |
| 4     | DEF   | Rebeca Bernal     |     |
| 13    | DEF   | Annia Mejía       |     |
| 14    | DEF   | Ricla Rajunov     |     |
| 19    | DEF   | Mariana Cadena    | 45' |
| 7     | MED   | Andrea Hernández  | 79' |
| 8     | MED   | Diana Evangelista | 67' |
| 20    | MED   | Daniela Solís     | 86' |
| 26    | MED   | Valeria Valdez    |     |
| 10    | DEL   | Dinora Garza      | 55' |
| 9     | DEL   | Desirée Monsiváis |     |
| D. T. | D. T. | Héctor Becerra    |     |

| 20    | POR   | Ofelia Solís    |     |
| 4     | DEF   | Greta Espinoza  |     |
| 13    | DEF   | Karen Luna      |     |
| 15    | DEF   | Cristina Ferral | 81' |
| 22    | DEF   | Selene Cortés   | 56' |
| 6     | MED   | Nancy Antonio   |     |
| 11    | MED   | Nayeli Rangel   | 78' |
| 14    | MED   | Lizbeth Ovalle  |     |
| 18    | MED   | Belén Cruz      |     |
| 7     | DEL   | Liliana Mercado |     |
| 10    | DEL   | Katty Martínez  | 87' |
| D. T. | D. T. | Roberto Medina  |     |

| 22 | MED | Jazmín Aguas    | 55' |
| 27 | DEF | Victoria López  | 67' |
| 16 | MED | Selene Castillo | 86' |

| 5  | DEL | María Elizondo      | 56' |
| 19 | DEL | Blanca Solís        | 78' |
| 21 | MED | Natalia Gómez Junco | 87' |

| 31' | Diana Evangelista | 1:0 |

| 78' · 88' | Rebeca Bernal Desirée Monsiváis |

| Principal  | Karen Hernández Andrade          |
| Asistentes | Mayra Alejandra Mora Cerero      |
|            | Jessica Fernanda Morales Morales |
| Cuarto     | Diana Stephanía Pérez Borja      |

|                   |    |   |
| Tiros             | 2  | 4 |
| Tiros a puerta    | 1  | 2 |
| Faltas            | 10 | 6 |
| Saques de esquina | 0  | 9 |
| Penaltis          | 0  | 0 |
| Fueras de juego   | 1  | 2 |

| Alineación inicial |

| 1     | POR   | Claudia Lozoya    |     |
| 4     | DEF   | Rebeca Bernal     |     |
| 13    | DEF   | Annia Mejía       |     |
| 14    | DEF   | Ricla Rajunov     |     |
| 19    | DEF   | Mariana Cadena    | 45' |
| 7     | MED   | Andrea Hernández  | 79' |
| 8     | MED   | Diana Evangelista | 67' |
| 20    | MED   | Daniela Solís     | 86' |
| 26    | MED   | Valeria Valdez    |     |
| 10    | DEL   | Dinora Garza      | 55' |
| 9     | DEL   | Desirée Monsiváis |     |
| D. T. | D. T. | Héctor Becerra    |     |

| 20    | POR   | Ofelia Solís    |     |
| 4     | DEF   | Greta Espinoza  |     |
| 13    | DEF   | Karen Luna      |     |
| 15    | DEF   | Cristina Ferral | 81' |
| 22    | DEF   | Selene Cortés   | 56' |
| 6     | MED   | Nancy Antonio   |     |
| 11    | MED   | Nayeli Rangel   | 78' |
| 14    | MED   | Lizbeth Ovalle  |     |
| 18    | MED   | Belén Cruz      |     |
| 7     | DEL   | Liliana Mercado |     |
| 10    | DEL   | Katty Martínez  | 87' |
| D. T. | D. T. | Roberto Medina  |     |

| 22 | MED | Jazmín Aguas    | 55' |
| 27 | DEF | Victoria López  | 67' |
| 16 | MED | Selene Castillo | 86' |

| 5  | DEL | María Elizondo      | 56' |
| 19 | DEL | Blanca Solís        | 78' |
| 21 | MED | Natalia Gómez Junco | 87' |

| 31' | Diana Evangelista | 1:0 |

| 78' · 88' | Rebeca Bernal Desirée Monsiváis |

| Principal  | Karen Hernández Andrade          |
| Asistentes | Mayra Alejandra Mora Cerero      |
|            | Jessica Fernanda Morales Morales |
| Cuarto     | Diana Stephanía Pérez Borja      |

|                   |    |   |
| Tiros             | 2  | 4 |
| Tiros a puerta    | 1  | 2 |
| Faltas            | 10 | 6 |
| Saques de esquina | 0  | 9 |
| Penaltis          | 0  | 0 |
| Fueras de juego   | 1  | 2 |

| Alineación inicial |

| 1     | POR   | Claudia Lozoya    |     |
| 4     | DEF   | Rebeca Bernal     |     |
| 13    | DEF   | Annia Mejía       |     |
| 14    | DEF   | Ricla Rajunov     |     |
| 19    | DEF   | Mariana Cadena    | 45' |
| 7     | MED   | Andrea Hernández  | 79' |
| 8     | MED   | Diana Evangelista | 67' |
| 20    | MED   | Daniela Solís     | 86' |
| 26    | MED   | Valeria Valdez    |     |
| 10    | DEL   | Dinora Garza      | 55' |
| 9     | DEL   | Desirée Monsiváis |     |
| D. T. | D. T. | Héctor Becerra    |     |

| 20    | POR   | Ofelia Solís    |     |
| 4     | DEF   | Greta Espinoza  |     |
| 13    | DEF   | Karen Luna      |     |
| 15    | DEF   | Cristina Ferral | 81' |
| 22    | DEF   | Selene Cortés   | 56' |
| 6     | MED   | Nancy Antonio   |     |
| 11    | MED   | Nayeli Rangel   | 78' |
| 14    | MED   | Lizbeth Ovalle  |     |
| 18    | MED   | Belén Cruz      |     |
| 7     | DEL   | Liliana Mercado |     |
| 10    | DEL   | Katty Martínez  | 87' |
| D. T. | D. T. | Roberto Medina  |     |

| 22 | MED | Jazmín Aguas    | 55' |
| 27 | DEF | Victoria López  | 67' |
| 16 | MED | Selene Castillo | 86' |

| 5  | DEL | María Elizondo      | 56' |
| 19 | DEL | Blanca Solís        | 78' |
| 21 | MED | Natalia Gómez Junco | 87' |

| 31' | Diana Evangelista | 1:0 |

| 78' · 88' | Rebeca Bernal Desirée Monsiváis |

| Principal  | Karen Hernández Andrade          |
| Asistentes | Mayra Alejandra Mora Cerero      |
|            | Jessica Fernanda Morales Morales |
| Cuarto     | Diana Stephanía Pérez Borja      |

|                   |    |   |
| Tiros             | 2  | 4 |
| Tiros a puerta    | 1  | 2 |
| Faltas            | 10 | 6 |
| Saques de esquina | 0  | 9 |
| Penaltis          | 0  | 0 |
| Fueras de juego   | 1  | 2 |

| Alineación inicial |

| Campeón Apertura 2019 |
| --------------------- |
|                       |
| Monterrey             |
| 1° título             |

## Estadísticas

### Clasificación juego limpio
- Datos según la página oficial de la competición.
- Fecha de actualización: 12 de noviembre de 2019

| Lugar                                | Club                                 |          |          |          | Puntos   |
| ------------------------------------ | ------------------------------------ | -------- | -------- | -------- | -------- |
| 1°                                   | Querétaro                            | 10       | 0        | 0        | 10       |
| 2°                                   | Pachuca                              | 10       | 0        | 1        | 13       |
| 3°                                   | Necaxa                               | 15       | 0        | 0        | 15       |
| 4°                                   | Monterrey                            | 16       | 0        | 0        | 16       |
| 5°                                   | Tigres                               | 12       | 2        | 0        | 18       |
| 6°                                   | Puebla                               | 12       | 1        | 1        | 18       |
| 7°                                   | Atlético de San Luis                 | 18       | 0        | 0        | 18       |
| 8°                                   | Guadalajara                          | 20       | 0        | 0        | 20       |
| 9°                                   | Toluca                               | 18       | 0        | 1        | 21       |
| 10°                                  | América                              | 20       | 1        | 0        | 23       |
| 11°                                  | Tijuana                              | 18       | 2        | 0        | 24       |
| 12°                                  | Morelia                              | 22       | 0        | 1        | 25       |
| 13°                                  | León                                 | 25       | 0        | 1        | 28       |
| 14°                                  | UNAM                                 | 25       | 0        | 1        | 28       |
| 15°                                  | Juárez                               | 16       | 1        | 4        | 31       |
| 16°                                  | Santos                               | 32       | 0        | 0        | 32       |
| 17°                                  | Atlas                                | 21       | 1        | 3        | 33       |
| 18°                                  | Veracruz                             | 28       | 2        | 0        | 34       |
| 19°                                  | Cruz Azul                            | 32       | 2        | 1        | 41       |
| Primera Tarjeta Amarilla             | Primera Tarjeta Amarilla             | 1 punto  | 1 punto  | 1 punto  | 1 punto  |
| Segunda Tarjeta Amarilla y Expulsión | Segunda Tarjeta Amarilla y Expulsión | 3 puntos | 3 puntos | 3 puntos | 3 puntos |
| Tarjeta Roja Directa                 | Tarjeta Roja Directa                 | 3 puntos | 3 puntos | 3 puntos | 3 puntos |

### Máximas Goleadoras
- Datos según la página oficial de la competición.
- Fecha de actualización: 12 de noviembre de 2019

| Pos | Jugadora                            | Club      | Goles | Minutos jugados | Anota cada  |
| --- | ----------------------------------- | --------- | ----- | --------------- | ----------- |
| 1.º | Mónica Desiree Monsiváis Salayandia | Monterrey | 17    | 1226            | 72.12 min.  |
| =   | Esbeydi Viridiana Salazar Suaste    | Pachuca   | 17    | 1520            | 89.41 min.  |
| 3.º | Daniela Espinosa Arce               | América   | 13    | 1272            | 97.85 min.  |
| 4.º | Renae Nicole Cuéllar Cuéllar        | Tijuana   | 12    | 1530            | 127.50 min. |
| 5.º | Katty Martínez Abad                 | Tigres    | 10    | 883             | 88.30 min.  |
| 6.º | Diana Laura Evangelista Chávez      | Monterrey | 9     | 1172            | 130.22 min. |
| =   | Mariel Román Pacheco                | Toluca    | 9     | 1465            | 162.78 min. |
| =   | Adriana Iturbide Ibarra             | Atlas     | 9     | 1442            | 160.22 min. |
| 9.º | Lizbeth Jacqueline Ovalle Muñoz     | Tigres    | 8     | 1261            | 157.63 min. |
| =   | Alison Hecnary González Esquivel    | Atlas     | 7     | 1501            | 187.63 min. |

#### Hat-Trickso más
| Jugadora                            | Club      | Local                | Resultado | Visita  | Goles       | Fecha                    | Jornada    |
| ----------------------------------- | --------- | -------------------- | --------- | ------- | ----------- | ------------------------ | ---------- |
| Alison Hecnary González Esquivel    | Atlas     | Atlético de San Luis | 1 - 6     | Atlas   | 24' 38' 55' | 15 de julio de 2019      | Jornada 1  |
| Mónica Desiree Monsiváis Salayandia | Monterrey | Monterrey            | 4 - 1     | América | 22' 44' 65' | 9 de septiembre de 2019  | Jornada 9  |
| Aylin Ariana Aviléz Peña            | Monterrey | Monterrey            | 4 - 0     | Necaxa  | 10' 53' 84' | 23 de septiembre de 2019 | Jornada 12 |
| Estela Gómez Escamilla              | Santos    | Guadalajara          | 2 - 3     | Santos  | 1' 14' 43'  | 13 de octubre de 2019    | Jornada 14 |
| Esbeydi Viridiana Salazar Suaste    | Pachuca   | Pachuca              | 5 - 1     | Juárez  | 50' 66' 71' | 14 de octubre de 2019    | Jornada 14 |

## Asistencia
- Fecha de actualización: 7 de diciembre de 2019

### Por jornada
| 1  | 32,163 | 3,574 | Tigres vs Guadalajara (14,935)           | Veracruz vs Querétaro (298)          | Jornada 1  |
| 2  | 17,404 | 1,934 | Pachuca vs Necaxa (5,800)                | Querétaro vs León (240)              | Jornada 2  |
| 3  | 25,069 | 2,785 | Atlético de San Luis vs América (17,113) | Veracruz vs Atlas (246)              | Jornada 3  |
| 4  | 30,266 | 3,363 | Tigres vs UNAM (14,415)                  | Querétaro vs Santos (620)            | Jornada 4  |
| 5  | 19,500 | 2,167 | Atlético de San Luis vs Veracruz (7,840) | Puebla vs Juárez (300)               | Jornada 5  |
| 6  | 36,004 | 4,000 | Tigres vs Puebla (12,846)                | Veracruz vs León (297)               | Jornada 6  |
| 7  | 9,013  | 1,001 | Toluca vs América (2,151)                | Tijuana vs Santos (50)               | Jornada 7  |
| 8  | 42,204 | 4,689 | Tigres vs Monterrey (26,531)             | Veracruz vs Toluca (187)             | Jornada 8  |
| 9  | 12,556 | 1,395 | Monterrey vs América (4,189)             | Querétaro vs Pachuca (511)           | Jornada 9  |
| 10 | 28,443 | 3,160 | Tigres vs Atlético de San Luis (15,669)  | Querétaro vs Tijuana (179)           | Jornada 10 |
| 11 | 12,944 | 1,438 | Pachuca vs Tigres (4,621)                | Veracruz vs Santos (176)             | Jornada 11 |
| 12 | 23,311 | 2,290 | Tigres vs Tijuana (11,053)               | UNAM vs Atlético de San Luis (142)   | Jornada 12 |
| 13 | 7,504  | 833   | Atlético de San Luis vs León (2,008)     | Necaxa vs Querétaro (207)            | Jornada 13 |
| 14 | 15,080 | 1,676 | Tigres vs Tijuana (11,053)               | Puebla vs Juárez (300)               | Jornada 14 |
| 15 | 7,017  | 780   | Atlas vs Guadalajara (1,364)             | Monterrey vs Cruz Azul (424)         | Jornada 15 |
| 16 | 13,933 | 1,548 | Tigres vs León (6,324)                   | Santos vs Atlético de San Luis (334) | Jornada 16 |
| 17 | 22,067 | 2,451 | Tigres vs América (12,123)               | Veracruz vs Juárez (95)              | Jornada 17 |
| 18 | 8,368  | 930   | Atlético de San Luis vs Pachuca (2,875)  | Veracruz vs Necaxa (115)             | Jornada 18 |
| 19 | 18,243 | 2,027 | Pachuca vs Guadalajara (8,923)           | Cruz Azul vs Tijuana (311)           | Jornada 19 |

### Cuartos de final
| Ida    | Atlas vs Monterrey     | Jalisco              | 14 de noviembre de 2019 | 1,178  | ***62,777 aficionados (7,847 en promedio por partido)*** |
| Ida    | Tijuana vs Tigres      | Caliente             | 14 de noviembre de 2019 | 4,333  | ***62,777 aficionados (7,847 en promedio por partido)*** |
| Ida    | Toluca vs Pachuca      | Nemesio Díez         | 15 de noviembre de 2019 | 2,929  | ***62,777 aficionados (7,847 en promedio por partido)*** |
| Ida    | Guadalajara vs América | Akron                | 15 de noviembre de 2019 | 10,291 | ***62,777 aficionados (7,847 en promedio por partido)*** |
| Vuelta | Tigres vs Tijuana      | Universitario        | 17 de noviembre de 2019 | 25,621 | ***62,777 aficionados (7,847 en promedio por partido)*** |
| Vuelta | América vs Guadalajara | Cancha Centenario #5 | 18 de noviembre de 2019 | 985    | ***62,777 aficionados (7,847 en promedio por partido)*** |
| Vuelta | Monterrey vs Atlas     | BBVA                 | 18 de noviembre de 2019 | 14,106 | ***62,777 aficionados (7,847 en promedio por partido)*** |
| Vuelta | Pachuca vs Toluca      | Hidalgo              | 18 de noviembre de 2019 | 3,334  | ***62,777 aficionados (7,847 en promedio por partido)*** |

### Semifinales[6]
| Ida    | Pachuca vs Tigres    | Hidalgo              | 21 de noviembre de 2019 | 11,177 | ***69,170 aficionados (17,293 en promedio por partido)*** |
| Ida    | América vs Monterrey | Cancha Centenario #5 | 22 de noviembre de 2019 | 877    | ***69,170 aficionados (17,293 en promedio por partido)*** |
| Vuelta | Tigres vs Pachuca    | Universitario        | 24 de noviembre de 2019 | 33,201 | ***69,170 aficionados (17,293 en promedio por partido)*** |
| Vuelta | Monterrey vs América | BBVA                 | 25 de noviembre de 2019 | 23,915 | ***69,170 aficionados (17,293 en promedio por partido)*** |

### Final
| Ida    | Tigres vs Monterrey | Universitario | 29 de diciembre de 2019 | 41,615 | ***79,866 aficionados (39,933 en promedio por partido)*** |
| Vuelta | Monterrey vs Tigres | BBVA          | 7 de diciembre de 2019  | 38,251 | ***79,866 aficionados (39,933 en promedio por partido)*** |

### Por equipos
| Pos   | Equipo               | Total   | Promedio | Más alta | Más baja |
| ----- | -------------------- | ------- | -------- | -------- | -------- |
| 1     | Tigres               | 122,434 | 13,604   | 26,531   | 6,324    |
| 2     | Atlético de San Luis | 61,867  | 6,874    | 17,113   | 1,008    |
| 3     | Pachuca              | 47,656  | 5,295    | 8,923    | 2,356    |
| 4     | Monterrey            | 26,111  | 2,901    | 7,121    | 307      |
| 5     | Juárez               | 17,082  | 1,898    | 4,419    | 350      |
| 6     | Guadalajara          | 13,579  | 1,509    | 5,613    | 470      |
| 7     | Morelia              | 11,254  | 1,250    | 2,025    | 812      |
| 8     | América              | 10,662  | 1,185    | 1,633    | 663      |
| 9     | León                 | 10,158  | 1,129    | 2,831    | 349      |
| 10    | Toluca               | 9,656   | 1,073    | 2,357    | 325      |
| 11    | Cruz Azul            | 8,736   | 971      | 1,764    | 311      |
| 12    | Tijuana              | 8,364   | 929      | 1,533    | 50       |
| 13    | Santos               | 8,248   | 916      | 2,088    | 334      |
| 14    | Atlas                | 5,888   | 654      | 1,364    | 327      |
| 15    | Querétaro            | 5,415   | 602      | 2,167    | 179      |
| 16    | Necaxa               | 5,048   | 561      | 1,432    | 207      |
| 17    | UNAM                 | 3,864   | 429      | 563      | 142      |
| 18    | Puebla               | 3,360   | 373      | 659      | 297      |
| 19    | Veracruz             | 1,879   | 209      | 465      | 95       |
| Total | Total                | 381,081 | 2,230    | 26,531   | 50       |